# Martín Rivadavia
Martín Rivadavia (Buenos Aires, 22 de mayo de 1852- 14 de febrero de 1901), conocido popularmente como el Comodoro Rivadavia, fue un militar argentino que se destacó por la defensa de la soberanía argentina en la Patagonia.

## Biografía
Nació en Buenos Aires el 22 de mayo de 1852, hijo de Martín Rivadavia y del Pino y de Adela Villagrán Sánchez, nieto de Bernardino Rivadavia, el primer presidente de las Provincias Unidas del Río de la Plata. 
A los trece años sentó plaza como cadete del tercer escuadrón del regimiento de artillería de línea. Ingresó luego en el colegio militar de Palermo dirigido por el coronel Juan Czetz hasta que disuelta esa casa de estudio en 1869 regresó a su unidad como sargento primero.
Al año fue dado de alta en la Armada Argentina con el grado de guardiamarina participando en la fase final de la guerra de la Triple Alianza a bordo del Pavón (Martín Guerrico) y Guardia Nacional (Correa). 
En 1870, dejó la Armada y pasó con uno de sus hermanos a luchar en los conflictos civiles en el Uruguay. Muerto su hermano en combate, regresó a Buenos Aires. Trabajó como obrero en la subprefectura marítima hasta conseguir su reincorporación, pasando a revistar en la Capitanía General de Puertos a las órdenes del general Bustillo.
En 1874, fue ascendido a alférez de fragata y, embarcado en la goleta Rosales (Martín Guerrico), efectuó tareas de vigilancia en las costas patagónicas. En 1877, fue nombrado segundo de la cañonera Uruguay, operando en las costas de Río Negro y posteriormente se convirtió en segundo de la corbeta Cabo de Hornos (Luis Piedrabuena). 
Promovido a teniente y, al mando de la cañonera Constitución, levantó el plano de la bahía San Blas. El 15 de marzo de 1883 se casó en Carmen de Patagones con Isabel Crespo. Allí se instaló Rivadavia criando ganado, siendo el primer criador de la comarca de las razas Rambouillet y Negrette.
En 1885, fue puesto al frente de la escuadrilla del Río Negro. Designado capitán de fragata, partió el 26 de noviembre de 1888 desde el puerto de Buenos Aires al mando de la corbeta La Argentina en el primer viaje de instrucción al océano Pacífico. En 1892, al mando del crucero 25 de Mayo partió a Europa y en Newcastle recibió el crucero 9 de Julio, pasando a su mando a los Estados Unidos.
En 1894, fue designado jefe de la escuadra. Nombrado presidente de una comisión naval destinada a Europa, vigiló la construcción del crucero Buenos Aires y del acorazado San Martín, y la compra del Garibaldi.

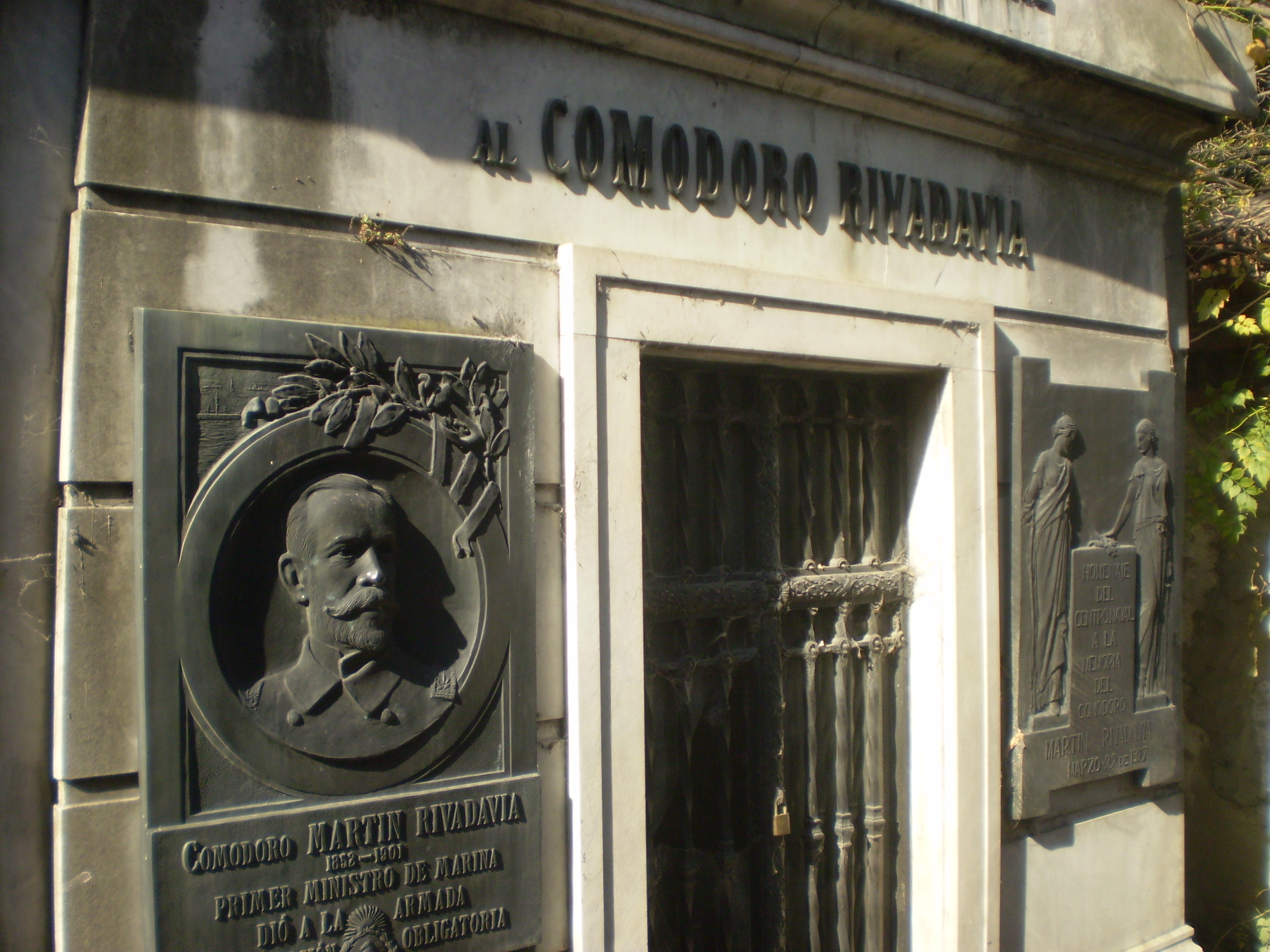
Tumba de Martín Rivadavia en el Cementerio de la Recoleta, Buenos Aires.

Encontrándose en Génova, fue ascendido a comodoro el 18 de octubre de 1896. Al siguiente año fue nombrado jefe del Estado Mayor General de la Armada. En 1898, se separó el Ministerio de Marina del de Guerra y Rivadavia fue nombrado por el presidente Julio Argentino Roca para ejercer el Ministerio de Marina en momentos en que la situación con Chile era comprometida debido a la cuestión de límites en la Patagonia. 
El 13 de septiembre de 1900, se sancionó la ley n.º 3948 sobre conscripción obligatoria en la Armada Nacional Argentina. Se la denominó Ley Rivadavia por cuanto la misma fue debida a su iniciativa.
El 8 de febrero de 1901, a raíz de una caída tras un accidente doméstico sufrido en su quinta de Santa María de Oro y Rivadavia, a metros de la estación Temperley, sufrió la fractura de dos costillas; al cuarto día ante el acrecentamiento del mal, los médicos decidieron intervenirlo quirúrgicamente, sin resultados favorables. Su salud se deterioró y falleció en su misma tierra natal el 14 de febrero de 1901, enlutando a todo el país y quebrando su existencia en la plenitud de su actuación profesional.

## Homenajes
- La ciudad de Comodoro Rivadavia, en la provincia del Chubut, lleva ese nombre en su honor.
- Ministro Rivadavia es una comunidad rural del partido de Almirante Brown, en la provincia de Buenos Aires.